# Fritz Hesse (Journalist)
Fritz Hesse (* 6. Dezember 1898 in Bagdad; † 18. März 1980 in München) war ein deutscher Diplomat, Autor und Journalist.

## Leben und Tätigkeit
Hesse war ein Sohn des Diplomaten Max Hesse und dessen Frau Elsa, geb. Koch. Er besuchte die Goetheschule in Wilmersdorf, an der er am 4. September 1916 das Abitur bestand. Vom 4. September 1916 bis November 1919 gehörte er der preußischen Armee an, mit der er am Ersten Weltkrieg teilnahm, zuletzt mit dem Rang eines Leutnants der Reserve.
Von 1919 bis 1923 studierte Hesse Jura, Naturwissenschaften und Geographie in Berlin und München. Am 17. Juli 1923 bestand er das Referendarexamen und am 3. August 1923 wurde er mit einer von Karl Haushofer betreuten Arbeit zu einem Thema der Geopolitik zum Dr. phil. promoviert.
Von April 1923 bis 21. März 1926 war Hesse Mitarbeiter bei der Zeitschrift für Geopolitik, ab dem 1. Januar 1924 als Schriftleiter. Vom 1. September 1926 bis zum 1. Oktober 1939 war er bei der Telegraphen-Union bzw. beim Deutschen Nachrichtenbüro (DNB) beschäftigt. 1934 erhielt Hesse beim DNB den Rang eines Hauptschriftleiters. Ebenfalls 1934 wurde Hesse Geschäftsführer des Deutschen Orientvereins. Politisch gehörte er ab 1931 der Deutschnationalen Volkspartei an. Nach der Machtübernahme durch die Nationalsozialisten trat er zum 1. Mai 1933 der NSDAP bei (Mitgliedsnummer 2.655.914).
Ab Mai 1935 war Hesse Vertreter des DNB in London. Zugleich fungierte er bis zum Abbruch der diplomatischen Beziehungen Großbritanniens zum Deutschen Reich am 3. September 1939 als Pressebeirat an der deutschen Botschaft in London.
Vom 1. Oktober 1939 bis zum 21. April 1940 war Hesse Hauptreferent bei der Dienststelle Ribbentrop. Zum 16. April 1940 wurde Hesse unter Ernennung zum Gesandtschaftsrat 1. Klasse in den Auswärtigen Dienst einberufen. Sein praktischer Dienstantritt erfolgte am 22. April 1940. Im Auswärtigen Amt wurde er zunächst in der Informationsabteilung, dann im Büro des Ministers, dann beim Auslandsinformationsdienst und zuletzt in der Leitung der Informationsstelle I (Englanddienst) verwendet. Während dieser Zeit erhielt er zum 10. Juli 1941 den Rang eines Legationsrates.
Bis zum 4. Oktober 1947 war Hesse in amerikanischer Internierung. Anschließend war er bei der amerikanischen Militärregierung beschäftigt, ab dem 14. Juli 1950 Prorektor, Mitglied des Kuratoriums, des Senats und des Lehrkörpers der Hochschule für Politische Wissenschaften in München. Daneben war er für den Bundesnachrichtendienst in Pullach tätig. Politisch gehörte er ab dem 1. Oktober 1954 der CSU an.

## Ehe und Nachkommen
Hesse ehelichte am 7. August 1923 Hedwig Löwenstein von Freudenberg, eine Tochter des Friedrich Prinz zu Löwenstein-Wertheim-Freudenberg. Mit dieser hatte er mehrere Kinder: Lilli (* 22. April 1924) und die Autorin Eva Hesse (* 2. März 1925).

## Schriften
- Mesopotamien: Versuch eines geopolitisch erweiterten, systematischen landeskundlichen Portraits, 1924.
- Die Mossulfrage, 1925.
- Die Bedeutung des Raumes für die Außenpolitik, 1925.
- Die Persisch-Russischen Verträge vom 1. Okt. 1927, 1927.
- Wegweiser für den Handel mit dem Irak (Herausgegeben für die Deutsch-Persische Gesellschaft e. V. von Fritz Hesse.), 1928.
- Geopolitische Probleme Englands im vorderen Orient, 1929.
- Zur Außenpolitik Afghanistans unter Mohammed Nadir Schah Afghan, 1930.
- Persien. Entwicklung und Gegenwart, 1932.
- Das Spiel um Deutschland, München 1953. (DNB 451989112)
- Das Vorspiel zum Kriege. Englandberichte und Erlebnisse eines Tatzeugen 1935–1945, Leoni am Starnberger See 1979.